# Ensch
Ensch è un comune di 458 abitanti della Renania-Palatinato, in Germania.
Appartiene al circondario (Landkreis) di Treviri-Saarburg (targa TR) ed è parte della comunità amministrativa (Verbandsgemeinde) di Schweich an der Römischen Weinstraße.

## Geografia
Ensch si trova a circa quindici chilometri a est di Schweich sulla Mosella ed è raggiungibile via acqua, attraverso la strada statale 53 e l'aeroporto Trier-Fohren a quattro chilometri di distanza.
Anche la zona residenziale Kahlbachmühle appartiene a Ensch.